# Architekten- und Ingenieurverein Düsseldorf

Logo des Architekten- und Ingenieur-Vereins Düsseldorf

Der 1893 gegründete Architekten- und Ingenieur-Verein Düsseldorf e. V. (AIV) sieht seine wesentliche Aufgabe darin, Fachkompetenz im Bauwesen zusammenzuführen und den Erfahrungsaustausch zwischen den Beteiligten zu fördern. Daneben beteiligt er sich mit fachlichen Stellungnahmen an der Debatte um die städtebauliche Entwicklung der Landeshauptstadt Düsseldorf.

## Geschichte
Der Architekten- und Ingenieurverein zu Düsseldorf wurde am 12. Juli 1893 von 38 Architekten, Ingenieuren und Baubeamten gegründet. Im September 1893 erfolgte die Aufnahme des AIV in den Verband Deutscher Architekten- und Ingenieurvereine. Heute zählt der AIV annähernd 300 Mitglieder.
Von Beginn an standen die fachübergreifende Zusammenarbeit der verschiedenen Baudisziplinen und die Förderung bautechnisch-wissenschaftlicher Erkenntnisse im Mittelpunkt der Vereinstätigkeit. Darüber hinaus wurde stets Wert darauf gelegt, das Zusammengehörigkeitsgefühl der Mitglieder durch gesellige, gesellschaftliche und kulturelle Veranstaltungen zu pflegen. In guter rheinischer Manier gehörte die Einrichtung eines Festausschusses zu den frühen Entscheidungen des noch jungen Vereins.

### Gleichschaltung im Nationalsozialismus
Ab 1933 griff die Gleichschaltungspolitik ins Vereinsleben ein. AIV-Vorsitzende mussten Parteigenossen sein, zahlreiche Mitglieder zogen sich aus der aktiven Mitwirkung zurück. Das AIV-Eigenleben erlosch nach und nach, zusammen mit anderen Verbänden wurde der AIV 1938 in die Gesellschaft für Bauwesen überführt, die wiederum der Reichskammer der bildenden Künste unterstellt war. Dennoch diente der Verein auf lokaler Ebene weiterhin als Plattform des Meinungsaustauschs der unterschiedlichen Sparten der am Bau Beteiligten. Das Vereinsheim an der Steinstraße wurde im Krieg bei einem Luftangriff zerstört, das Archiv des Vereins ging dadurch verloren.

### Neuaufbau nach dem Zweiten Weltkrieg
Unmittelbar nach Kriegsende unterband die britische Besatzungsmacht jede Vereinstätigkeit, doch bereits am 24. Oktober 1945 trafen sich zehn ehemalige Mitglieder, um einen neuen Anfang des Architekten- und Ingenieur-Vereins „in seiner Form vor 1933“ in die Wege zu leiten. Anfang 1947 zählte der Verein 52 Mitglieder. Wiederaufbau und Themen wie Trümmerbeseitigung und -verwertung bestimmten die Tagesordnung der AIV-Sitzungen. 1952 engagierten sich der Architekten- und Ingenieurverein und der Architektenring Düsseldorf, der Bund Deutscher Architekten, die „Rheinische Sezession“ und der Deutsche Werkbund gegen die Vergabe der Planung für die Erweiterung des Düsseldorfer Rathauses ohne Wettbewerb an Julius Schulte-Frohlinde und veröffentlichten eine gemeinsame Erklärung unter dem Titel: „Einspruch gegen den Rathausneubau in Düsseldorf“.

### 1980er Jahre
Anfang der 1980er Jahre gelang dem AIV Düsseldorf die Wende vom traditionsorientierten Bau-Zirkel zu einer zukunftsorientierten Gemeinschaft der Bau-Elite. Der Verein erweiterte und öffnete sich, so dass die ersten weiblichen Ingenieure aufgenommen wurden.

## Ziele
Im Mittelpunkt der Vereinstätigkeit steht die fachübergreifende Zusammenarbeit der verschiedenen Baudisziplinen und die Förderung bautechnisch-wissenschaftlicher Erkenntnisse. Einerseits soll die Zusammengehörigkeit der Disziplinen gestärkt und andererseits die ganzheitliche Betrachtung des Baugeschehens in den Fokus gerückt werden. Die Förderung des beruflichen Nachwuchses sowie der Aus- und Weiterbildung gehört ebenfalls zu den Kernzielen des Vereins. Der AIV Düsseldorf organisiert regelmäßig wissenschaftliche, baukulturelle und fachthematische Veranstaltungen.
Mit fachlich kompetenten Stellungnahmen zur Stadtentwicklung und Entwicklung der Region, zu Planungen und Bauvorhaben will der AIV in die Öffentlichkeit hineinwirken. Dadurch soll ein breites Interesse für Fragen des Planens und Bauens geweckt werden.

## Beispiele für städtebauliches und gesellschaftliches Engagement
- 1952: Düsseldorfer Architektenstreit
- 1982: Kampf um den Erhalt der Hammer Eisenbahnbrücke, Symposion des AIV Düsseldorf[5]
- seit 2008: Anregungen und Vorschläge bei der Planung im Projekt Kö-Bogen[6][7][8]
- 2010: Als Partner unterstützt der AIV den Masterstudiengang Urban Management am Institut für Stadtentwicklung und Bauwirtschaft (ISB) der Universität Leipzig.[9]

## Bekannte Mitglieder
- Franz Deckers (1826–1908)
- Hermann Riffart (1840–1919)
- Wilhelm Sültenfuß (1844–1924)
- Bernhard Tüshaus (1846–1909)
- Hermann Stiller (1850–1931)
- Leo von Abbema (1852–1929)
- Josef Kleesattel (1852–1926)
- Ernst Roeting (1857–1917)
- Max Wöhler (1860–1922)
- Hermann vom Endt (1861–1939)
- Otto Engler (1861–1940)
- Richard Dörschel (1863–1955)
- Heinrich Salzmann (1864–1941)
- Walter Furthmann (1873–1945)
- Theodor Balzer (1874–1944)
- Rudolf Wilhelm Verheyen (1878–1915)
- Eduard Lyonel Wehner (1879–1952)
- Julius Stobbe (1879–1952)
- Emil Fahrenkamp (1885–1966)
- Helmut Hentrich (1905–2001)
- Hubert Petschnigg (1913–1997)

## Vorstand
AIV-Vorstand 2013
- Vorsitzender: Dieter Schmoll
- Stellv. Vorsitzender: Volker Weuthen
- Kassierer: Balthasar Gehlen
- Schriftführer: Wolfgang Thielen
- Beisitzer: Alexander Fürst
- Beisitzer: Andreas W. Dahms

## Veranstaltungen
Der AIV Düsseldorf plant und organisiert regelmäßig wissenschaftliche, baukulturelle und fachthematische Veranstaltungen. Diese Veranstaltungen werden teils vereinsintern angeboten, jedoch werden ausgewählte Veranstaltungen auch der breiteren Öffentlichkeit zugänglich gemacht.

### Bauwerk des Jahres
Die Mitglieder des Architekten- und Ingenieurvereins Düsseldorf wählen im jährlichen Turnus das „Bauwerk des Jahres“. Zu den wichtigsten Kriterien zählen architektonische und städtebaulichen Aspekte sowie das Zusammenwirken aller am Bau Beteiligten, vom Bauherr und Projektentwickler über Planer und Gestalter bis hin zu den ausführenden Firmen.

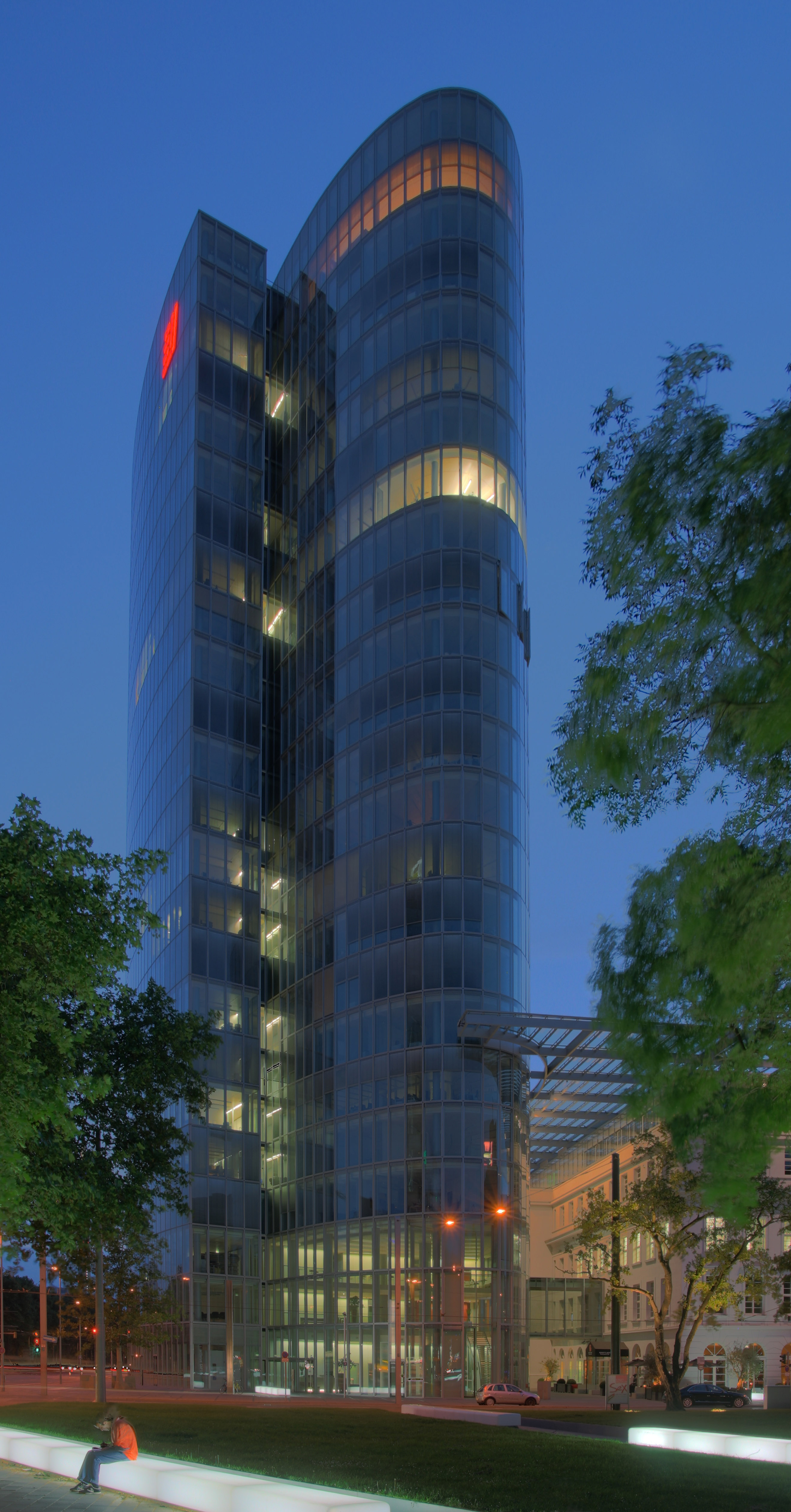
Bauwerk des Jahres 2008: GAP 15

- Bauwerk des Jahres 2008: Das GAP 15[10][11]
- Bauwerk des Jahres 2009: Tonhalle Düsseldorf
- Bauwerke des Jahres 2010: Das Maxhaus und die Raketenstation Hombroich (Siza-Pavillon)[12]

## Veröffentlichungen
- Architekten- und Ingenieur-Verein zu Düsseldorf (Hrsg.): Düsseldorf und seine Bauten. L. Schwann, Düsseldorf 1904.
Als Nachdruck: Grupello Verlag, Düsseldorf 1990.
- Architekten- und Ingenieur-Verein zu Düsseldorf (Hrsg.): Chronik des Düsseldorfer Architekten- und Ingenieur-Vereins, herausgegeben zur Feier seines fünfundzwanzigjährigen Bestehens 12. Juli 1918. L. Schwann, Düsseldorf 1918. (Digitalisat auf archive.org)
- AIV Düsseldorf (Hrsg.): Architekten und Ingenieure gestalten ihre Stadt. 100 Jahre Architekten- und Ingenieur-Verein Düsseldorf AIV. Richter Verlag, Düsseldorf 1993.